# 切里希爾鎮區 (阿肯色州佩里縣)
切里希爾鎮區（英語：Cherry Hill Township）是位於美國阿肯色州佩里縣的一個行政鎮區。

## 地方資料
切里希爾鎮區的面積為55.05平方千米，當中陸地面積為54.15平方千米，而水域面積為0.90平方千米。根據2010年美國人口普查的數據，當地共有人口265人，而人口密度為每平方千米4.81人。